# Plesiomma unicolor
Plesiomma unicolor là một loài ruồi trong họ Asilidae. Plesiomma unicolor được Loew miêu tả năm 1866. Loài này phân bố ở vùng Tân Bắc giới.